# Александреску, Георге-Гикэ
Георге-Гикэ Александреску (рум. Gheorghe-Gicǎ Alexadrescu; 10 [23] декабря 1906, Бухарест — не ранее 1972) — румынский шахматист. Чемпион Румынии (1951). Участник международных турниров в Бухаресте (1949, 1951) и Тимишоаре (1972). В составе сборной Румынии — участник неофициальной Олимпиады (выступал на 1-й доске) и международного матча со сборной Франции (1955).

## Спортивные результаты
| Год  | Город     | Соревнование                                                   | + | − | = | Результат | Место |
| ---- | --------- | -------------------------------------------------------------- | - | - | - | --------- | ----- |
| 1935 | Бухарест  | Чемпионат Румынии                                              |   |   |   |           |       |
| 1936 | Мюнхен    | Неофициальная шахматная олимпиада (сборная Румынии, 1-я доска) |   |   |   | [ 1 ]     |       |
| 1949 | Бухарест  | Международный турнир                                           |   |   |   | [ 2 ]     |       |
| 1951 | Бухарест  | Чемпионат Румынии                                              |   |   |   |           | 1—2   |
|      | Бухарест  | Международный турнир                                           | 6 | 5 | 4 | 8 из 15   | 5—6   |
| 1955 | Бухарест  | Матч Румыния — Франция (7-я доска, против Равине)              | 1 | 0 | 1 | 1½ из 2   |       |
| 1972 | Тимишоара | Международный турнир                                           |   |   |   | [ 3 ]     |       |